# Königsallee

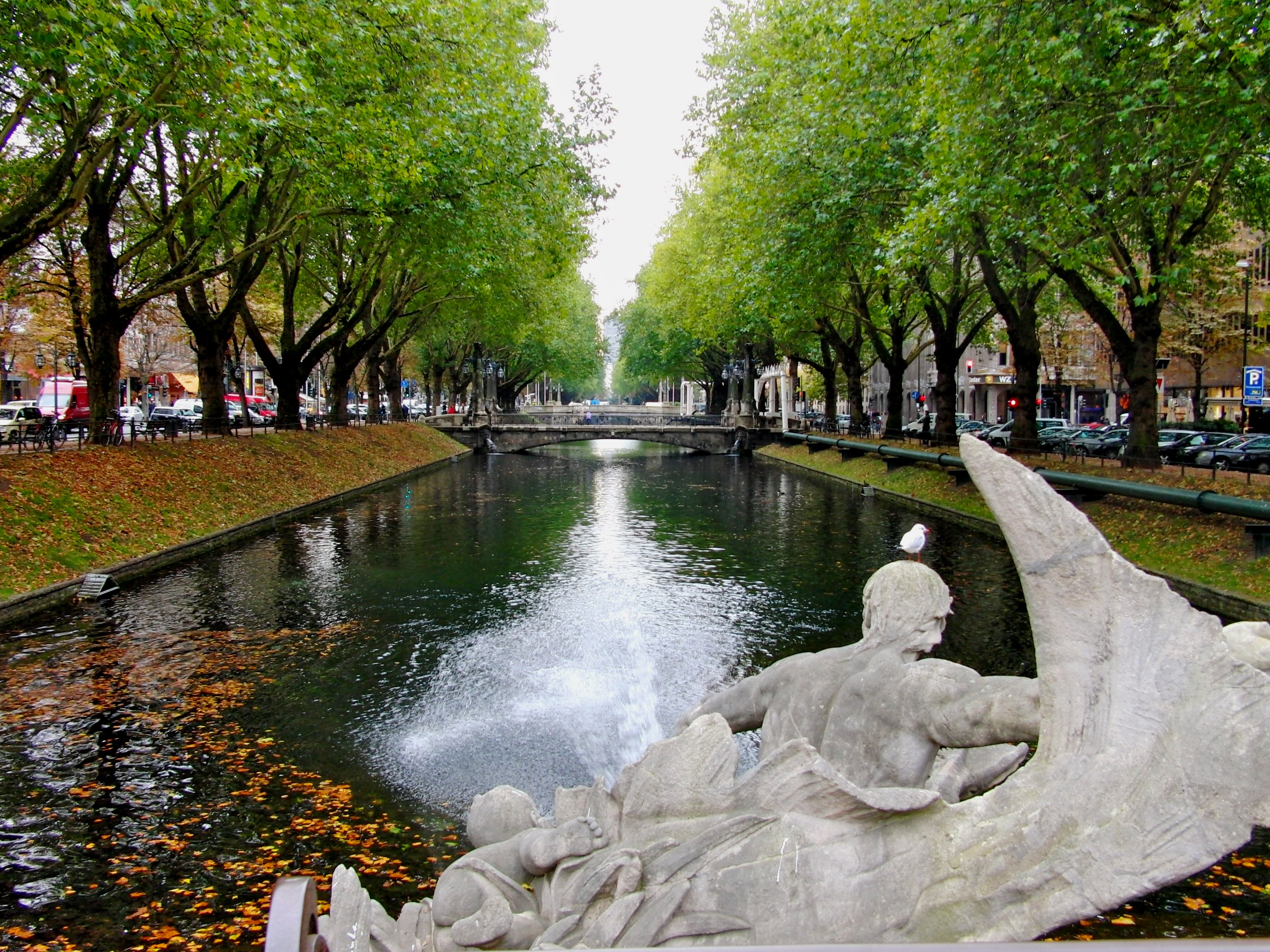
Pont et fontaine de la Königsallee.

La Königsallee (« avenue du Roi »), dite la Kö, est une rue commerçante de Düsseldorf. Elle est considérée comme la plus belle avenue de Düsseldorf.[réf. nécessaire]